# نبرد آتشین (فیلم ۲۰۰۳)
نبرد آتشین (به انگلیسی: Firefight) یک فیلم اکشن و دلهره‌آور در سبک فیلم سرقت محصول سال ۲۰۰۳ سینمای کانادا به کارگردانی، نویسندگی، تهیه‌کنندگی و تدوین پاول زیلر با بازی استیون بالدوین، نیک مانکوسو و استیو بیسیک است. راجر کورمن تهیه‌کننده اجرایی این فیلم بود.

## خلاصه داستان
یک آتش‌نشان و خلبان هلیکوپتر به یک کامیون زرهی دستبرد می‌زنند. برای پنهان کردن شواهد و فرار، این دو نفر آتشی روشن می‌کنند که به جهنمی تبدیل می‌شود و جنگل را در بر می‌گیرد. اوضاع را پیچیده‌تر می‌کند و …

## بازیگران
- نیک مانکوسو در نقش جورج
- استیون بالدوین در نقش ولف
- استیو بیسیک در نقش یوناس
- سونیا سالوما در نقش ریچل

## بازخوردها
- در سایت نظرسنجی عمومی ای ام دی بی تا سال ۲۰۲۵ این فیلم براساس رای ۳۱۱ کاربر دارای امتیاز ۴ از ۱۰ می‌باشد.